# 馬冠狀病毒
馬冠狀病毒（Equine coronavirus、ECoV）是乙型冠狀病毒屬的一種病毒，可感染成年的馬，此病毒與牛冠狀病毒、人類冠狀病毒OC43等感染不同動物的病毒皆屬同種乙型冠狀病毒1型的不同分型。

## 感染
馬冠狀病毒最早於1999年在美國北卡羅來納州發生腹瀉的小馬糞便中發現。此病毒的感染可造成倦怠、發燒、腸絞痛與腹瀉等症狀，感染途徑多為糞口傳染，較少有感染呼吸道者，且多感染成年的馬隻，很少造成死亡，曾有報導顯示被感染的個案發生壞死性小腸結腸炎或高血氨性腦病變（hyperammonaemic encephalopathy）等較嚴重的症狀。
馬冠狀病毒曾在日本、歐洲與美國等地造成馬隻的疫情，一年中在冬季感染的案例較多。

## 基因組
馬冠狀病毒的基因組約長31000nt，編碼冠狀病毒皆有的複製酶（1a/1b）和刺突蛋白（S）、膜蛋白（M）、外膜蛋白（E）與衣殼蛋白（N）等四種結構蛋白，另外還有血凝素酯酶（HE）與NS2、p4.7、p12.7與I等四種輔助蛋白，其中p4.7為此病毒特有，不見於其他乙型冠狀病毒屬1型的病毒中。其基因組中的開放閱讀框順序為1a/1b-NS2-HE-S-p4.7-p12.7-E-M-N-I（I的開放閱讀框位於衣殼蛋白N的開放閱讀框之中）。